# Ferrocarriles Nacionales de México

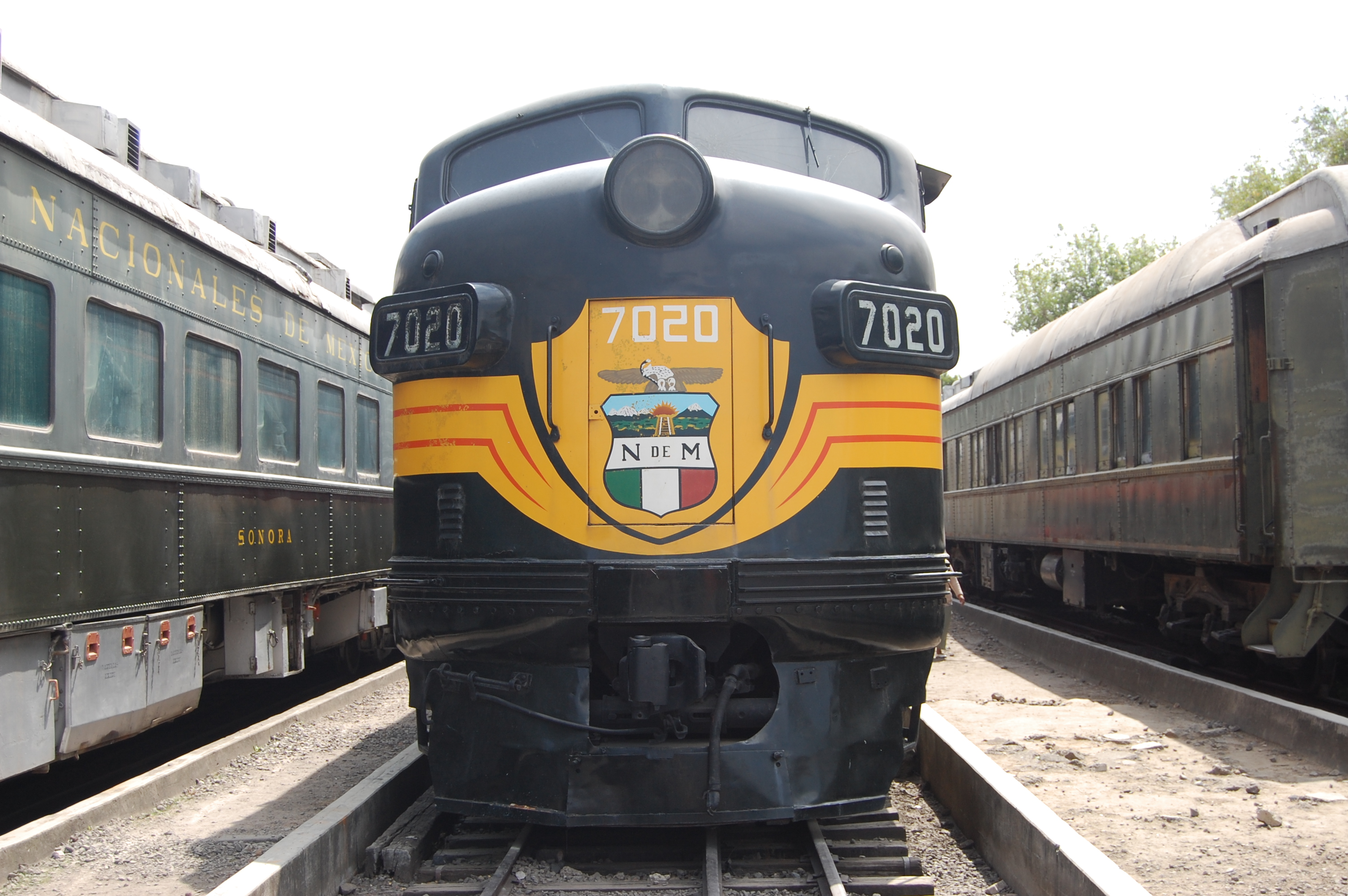
Locomotive GM de modèle FP9A du NdeM.

Ferrocarriles Nacionales de México, ou NdeM, était une entreprise de transports du Mexique, expropriée par Lázaro Cárdenas del Río en 1938 et décorrélée de l'État par le président Ernesto Zedillo en 1996. 
Les locomotives de l'entreprise furent successivement de couleur vert olive et orange, puis bleu.